# Erschwil
Erschwil ist eine politische Gemeinde im Bezirk Thierstein des Kantons Solothurn in der Schweiz. Der frühere französische Name der Gemeinde lautet Erginvelier. Im lokalen Dialekt wird die Gemeinde «Erschbl» genannt.

## Geografie

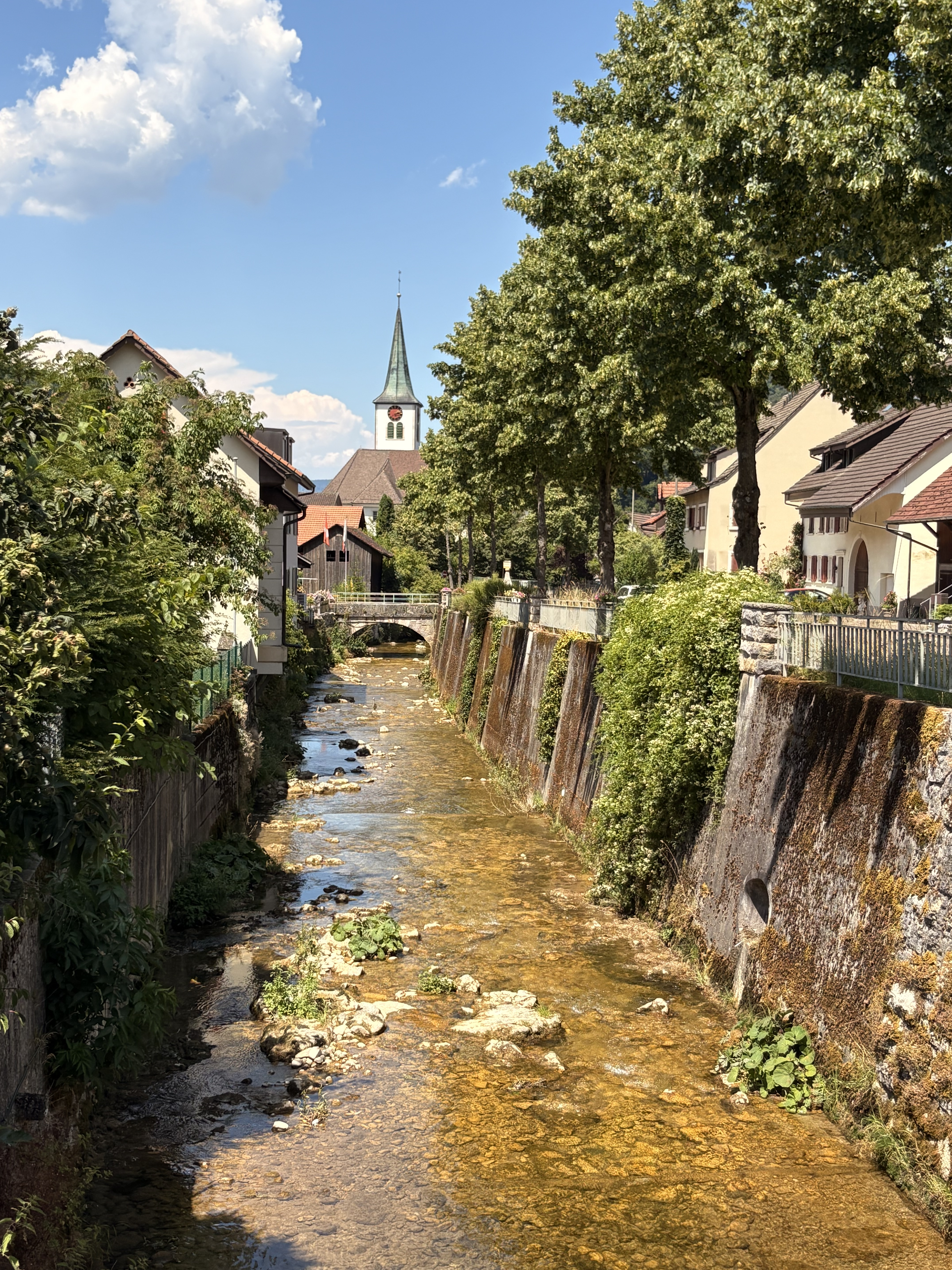
Lüssel bei Erschwil

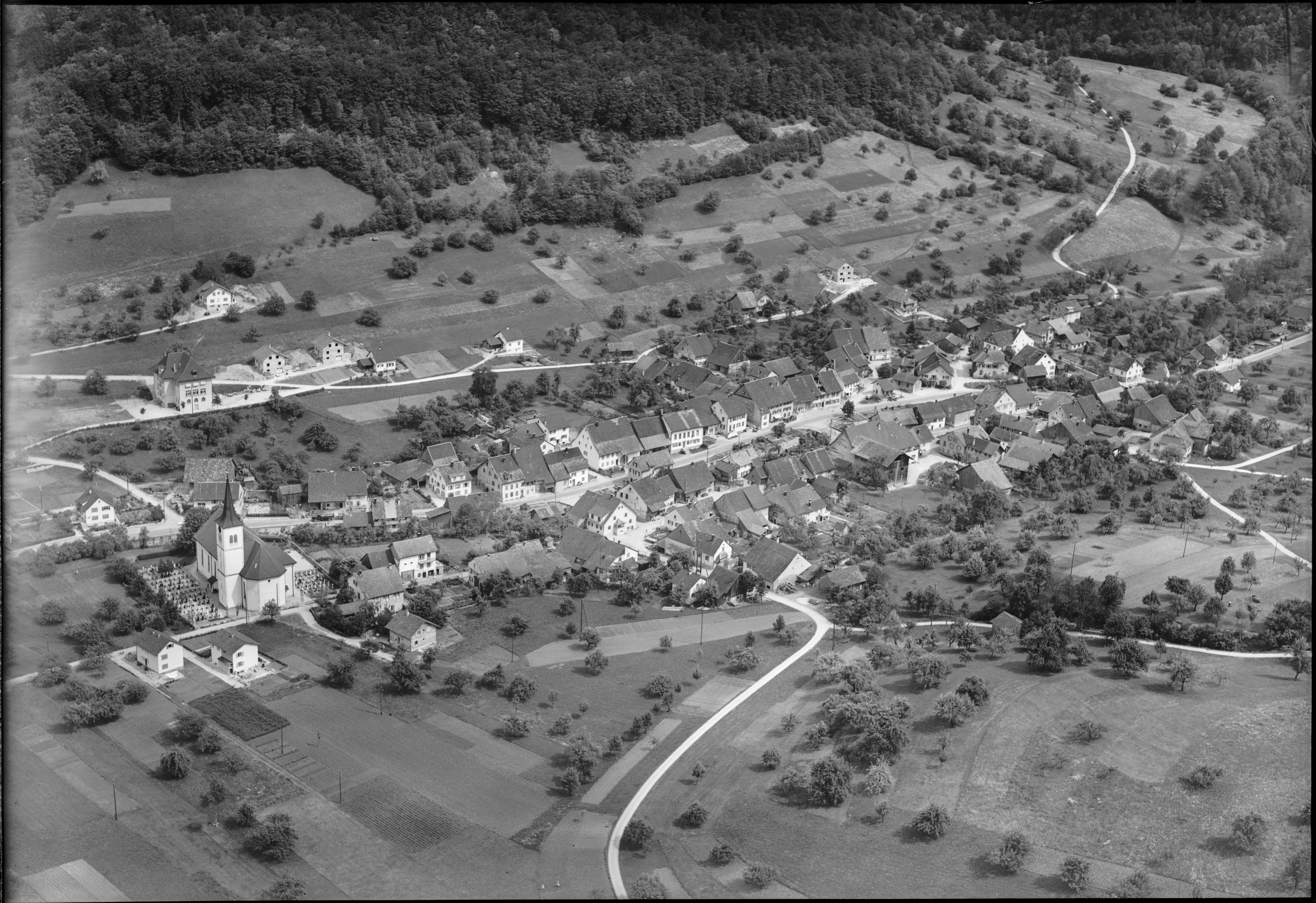
Luftbild (1953)

Erschwil liegt auf 447 m ü. M., 6,5 km südsüdöstlich der Stadt Laufen (Luftlinie). Das ehemalige Strassen- und Bachzeilendorf erstreckt sich in einer Talweitung der Lüssel, im Jura südlich des Laufener Beckens im Schwarzbubenland.
Die Fläche des 7,5 km² grossen Gemeindegebiets umfasst einen Abschnitt des Faltenjuras. Der zentrale Gemeindeteil wird vom Talkessel von Erschwil eingenommen, der von Süden nach Norden von der Lüssel durchflossen wird und einen 200 bis 500 m breiten flachen Talboden aufweist. Im Norden bildet die Engstelle bei der Sagi zwischen Müliholenfels und Chapf die natürliche Abgrenzung. Im Westen wird die Talweitung von den teils felsigen Kämmen von Moretchopf (862 m ü. M.) und Hoggen (875 m ü. M.) sowie vom Welschgätterli, einem 810 m hohen Passweg von Erschwil in das Delsberger Becken, begrenzt. Die südliche Grenze verläuft über die Gipfel von Schemel (906 m ü. M.) und Hörnli (816 m ü. M.). Nach Osten erstreckt sich der Gemeindeboden über den Riedberg bis auf das Hochstelleli, auf dem mit 907 m ü. M. die höchste Erhebung von Erschwil erreicht wird. Auch die südliche Talflanke des Chesselgrabens, eines rechten Seitentals der Lüssel mit den Höfen Ried und Hinterbüel, gehört zu Erschwil. Von der Gemeindefläche entfielen 2014 8 % auf Siedlungen, 57 % auf Wald und Gehölze, 34 % auf Landwirtschaft und etwas weniger als 1 % auf unproduktives Land.
Zu Erschwil gehören verschiedene Einzelhöfe. Nachbargemeinden von Erschwil sind Grindel, Büsserach, Meltingen und Beinwil (SO) im Kanton Solothurn sowie Montsevelier im Kanton Jura.

## Bevölkerung
Mit 960 Einwohnern (Stand 31. Dezember 2023) gehört Erschwil zu den kleineren Gemeinden des Kantons Solothurn. Von den Bewohnern sind 96,0 % deutschsprachig, 1,3 % französischsprachig, und 0,8 % sprechen Serbokroatisch (Stand 2000). Die Bevölkerungszahl von Erschwil belief sich 1850 auf 594 Einwohner, 1900 auf 465 Einwohner. Im Verlauf des 20. Jahrhunderts stieg die Bevölkerungszahl bis 1960 kontinuierlich auf 804 Personen an. Nach einer vorübergehenden Stagnationsphase wurde seit 1990 (820 Einwohner) wieder eine Bevölkerungszunahme verzeichnet.

## Wirtschaft
Erschwil war bis in die zweite Hälfte des 20. Jahrhunderts ein vorwiegend durch die Landwirtschaft geprägtes Dorf. Im 18. und 19. Jahrhundert war die Stickerei und Seidenweberei verbreitet, die meist in Heimarbeit verrichtet wurde. Noch heute haben der Ackerbau, der Obstbau (vor allem Kirschbäume) sowie Milchwirtschaft und Viehzucht einen wichtigen Stellenwert in der Erwerbsstruktur der Bevölkerung. Weitere Arbeitsplätze sind im lokalen Kleingewerbe und im Dienstleistungssektor vorhanden, unter anderem in Betrieben des Baugewerbes und der Holzverarbeitung. In den letzten Jahrzehnten hat sich das Dorf auch zu einer Wohngemeinde entwickelt. Viele Erwerbstätige sind deshalb Wegpendler, die hauptsächlich in Laufen und in der Agglomeration Basel arbeiten.

## Verkehr
Die Gemeinde ist verkehrsmässig recht gut erschlossen. Sie liegt an der Hauptstrasse von Zwingen über den Passwang nach Balsthal. Durch einen Postautokurs über die Strecke von Zwingen nach Beinwil ist Erschwil an das Netz des öffentlichen Verkehrs angebunden.

## Geschichte
Anhand verschiedener Funde im Abri Chesselgraben wurde nachgewiesen, dass das Gemeindegebiet von Erschwil bereits während der Altsteinzeit und der Mittelsteinzeit bewohnt war. Die erste urkundliche Erwähnung des Orts erfolgte 1147 unter dem Namen Hergiswilre. Später erschienen die Bezeichnungen Helgiswilre (1194), Ergswile (1295), Erschweiler (1307) und Erschwilre (1364); verschiedentlich wurde nachher auch die Schreibweise Erswil benutzt. Der Ortsname geht auf den althochdeutschen Personennamen Arginus zurück und bedeutet somit Hofsiedlung des Arginus.
2015 wurde in Erschwil ein Landhaus aus der Römerzeit ausgegraben.
Seit dem Mittelalter lag Erschwil im Einflussbereich des Klosters Beinwil, das den Kirchensatz sowie reichen Grundbesitz im Dorf hatte. Die weltliche Herrschaft wurde von den Grafen von Thierstein ausgeübt. Nachdem das Geschlecht der Thiersteiner erloschen war, gelangte Erschwil 1522 an Solothurn und wurde der Vogtei Thierstein zugeordnet. Während der Reformationszeit trat die Bevölkerung von Erschwil zum neuen Glauben über; seit 1622 wird jedoch wieder die katholische Messe abgehalten.
Seit dem 15. Jahrhundert wurde in der Umgebung von Erschwil Bohnerz abgebaut und in einem seit 1512 bestehenden Hochofen verarbeitet. Die Eisenschmelze stellte ihren Betrieb zu Beginn des 18. Jahrhunderts ein. Nach dem Zusammenbruch des Ancien Régime (1798) gehörte Erschwil während der Helvetik zum Distrikt Dornach und ab 1803 zum Bezirk Thierstein.

## Sehenswürdigkeiten
- In der Schlucht der Lüssel oberhalb von Erschwil steht die Kapelle Sankt Josef (aus dem 17. Jahrhundert) an der alten Passwangstrasse.
- Im Ortskern sind einige charakteristische Bauernhäuser aus dem 18. und 19. Jahrhundert erhalten.

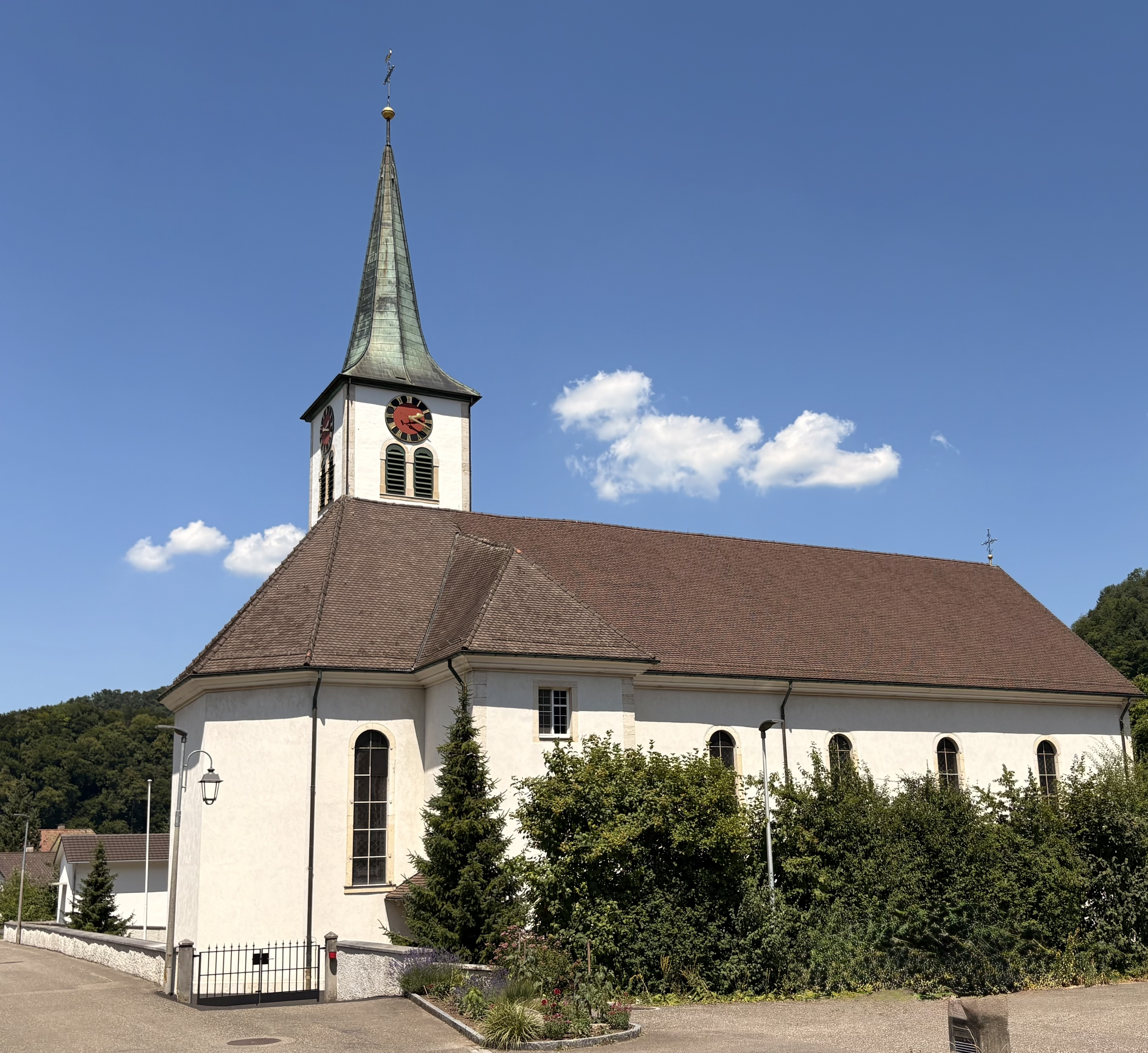
Kirche Sankt Peter und Paul

### Katholische Kirche
Die Kirche Sankt Peter und Paul, die ursprünglich auf das frühe 13. Jahrhundert zurückgeht, wurde 1847 im Stil des Klassizismus neu erbaut.

#### Orgel
1834 wurde die Brosy-Orgel in Mülhausen durch eine neue Orgel von Joseph Callinet (1795–1857) ersetzt. Die Brosy-Orgel wurde nach Dornach bei Mülhausen verkauft und in der katholischen Kirche St. Bartholomäus aufgestellt. Von dort wurde sie Ende 1860 erneut zum Kauf angeboten. Im Dezember 1860 ersuchte der Ammann der Gemeinde Erschwil, Michael Borer, die Oberzolldirektion in Bern um eine Bewilligung für die Einfuhr der Orgel aus dem Elsass. Die Bewilligung erfolgte am 3. Dezember 1860. Nikolaus Verschneider baute die Orgel in Dornach ab und installierte sie 1861 in der Kirche in Erschwil.
1954 wurde die Erschwiler Kirche einer Renovation unterzogen. Es war vorgesehen, die Orgel aus- und nach der Innenrenovation der Kirche wieder einzubauen. Doch weil das Instrument sehr beschädigt war, wurde 1964 beschlossen, eine komplett neue Orgel zu bauen. Die um 1967 vom Ludwigsburger Orgelbauer Walcker errichtete Orgel wurde 2009 verkauft. In erweiterter Fassung steht sie heute in der Dreifaltigkeitskirche der Kirchgemeinde Sancta Maria in Wil.
Der Prospekt der Brosy-Orgel mit den 47 Prospektpfeifen wurde 1966 vom Kanton Solothurn auf Antrag der Kantonalen Denkmalpflege käuflich erworben. Am 4. Januar 1967 wurde er abmontiert und nach Solothurn gebracht, wo er dann längere Zeit in der Orangerie von Schloss Waldegg bei Feldbrunnen eingelagert blieb. Auf dem Dachboden der Kirche in Erschwil kamen alte Orgelteile zum Vorschein, darunter auch originale Innen-Pfeifen von Brosy: Holzpfeifen aus Eiche aus den Registern Bourdon und Flöte sowie Zinn-Pfeifen, vermutlich aus dem Register Doublette. Diese Pfeifen waren zum Teil beschädigt, konnten aber restauriert werden. Ferner wurde eine der beiden originalen Pfeifenstöcke des Registers Cornet aufgefunden, der einen weiteren Anhaltspunkt für die innere Anordnung des Instruments bildet.
Den noch vorhandenen Teilen der Brosy-Orgel aus dem Jahr 1788 kommt eine wichtige historische und orgelbautechnische Bedeutung zu. Es handelt sich um das einzige erhaltene, authentische Brosy-Gehäuse. Daneben ist nur noch das Gehäuse der ehemaligen Basler Münsterorgel, das Brosy 1787 baute, als Imitation des vorherigen Gehäuses in der Basler Martinskirche erhalten. Metzler Orgelbau rekonstruierte das Erschwiler Instrument, welches am 15. Mai 2011 eingeweiht wurde.

## Gebäude

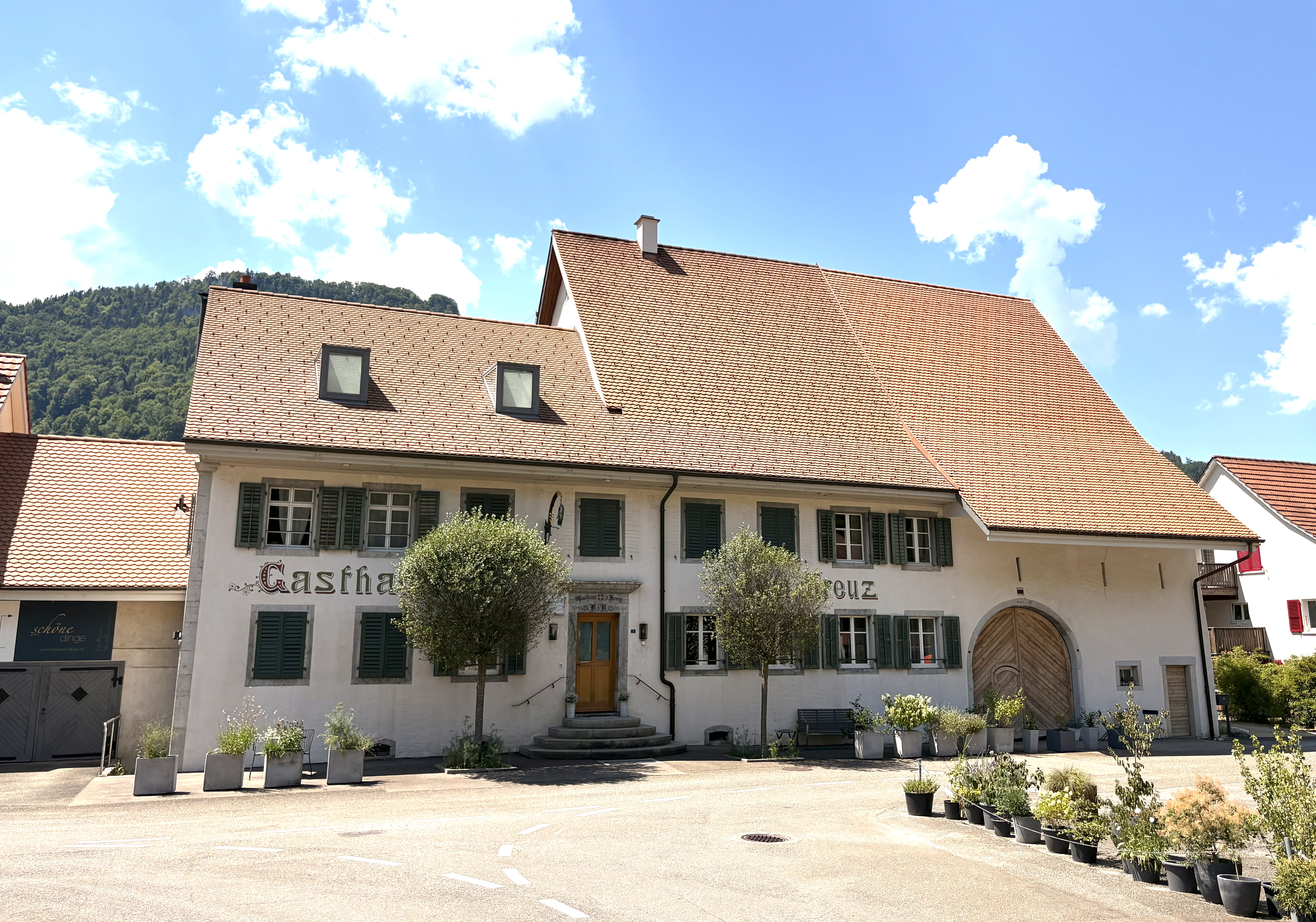
«Zum Kreuz», charakteristisches Gebäude aus dem 18. Jahrhundert
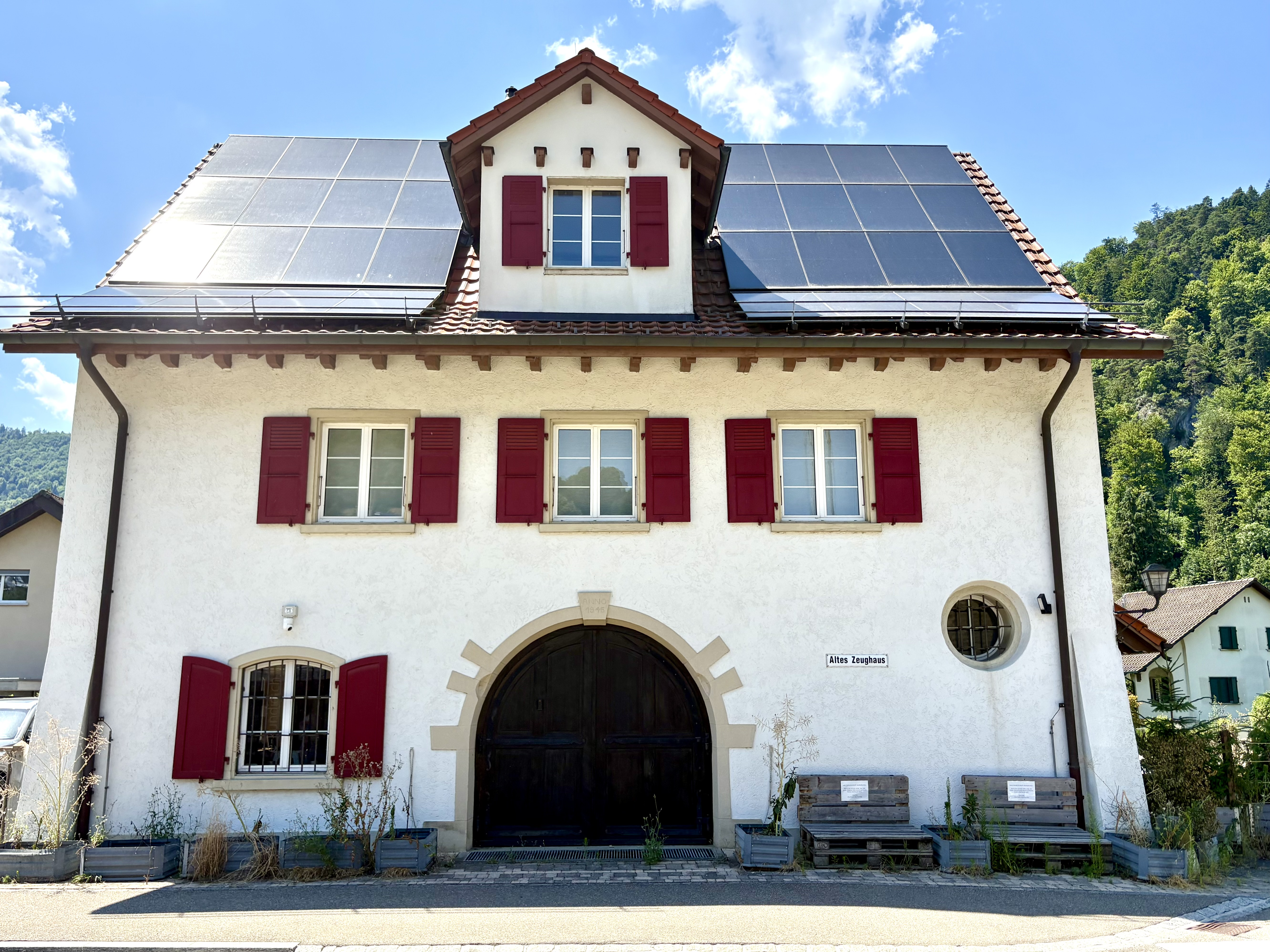
Altes Zollhaus
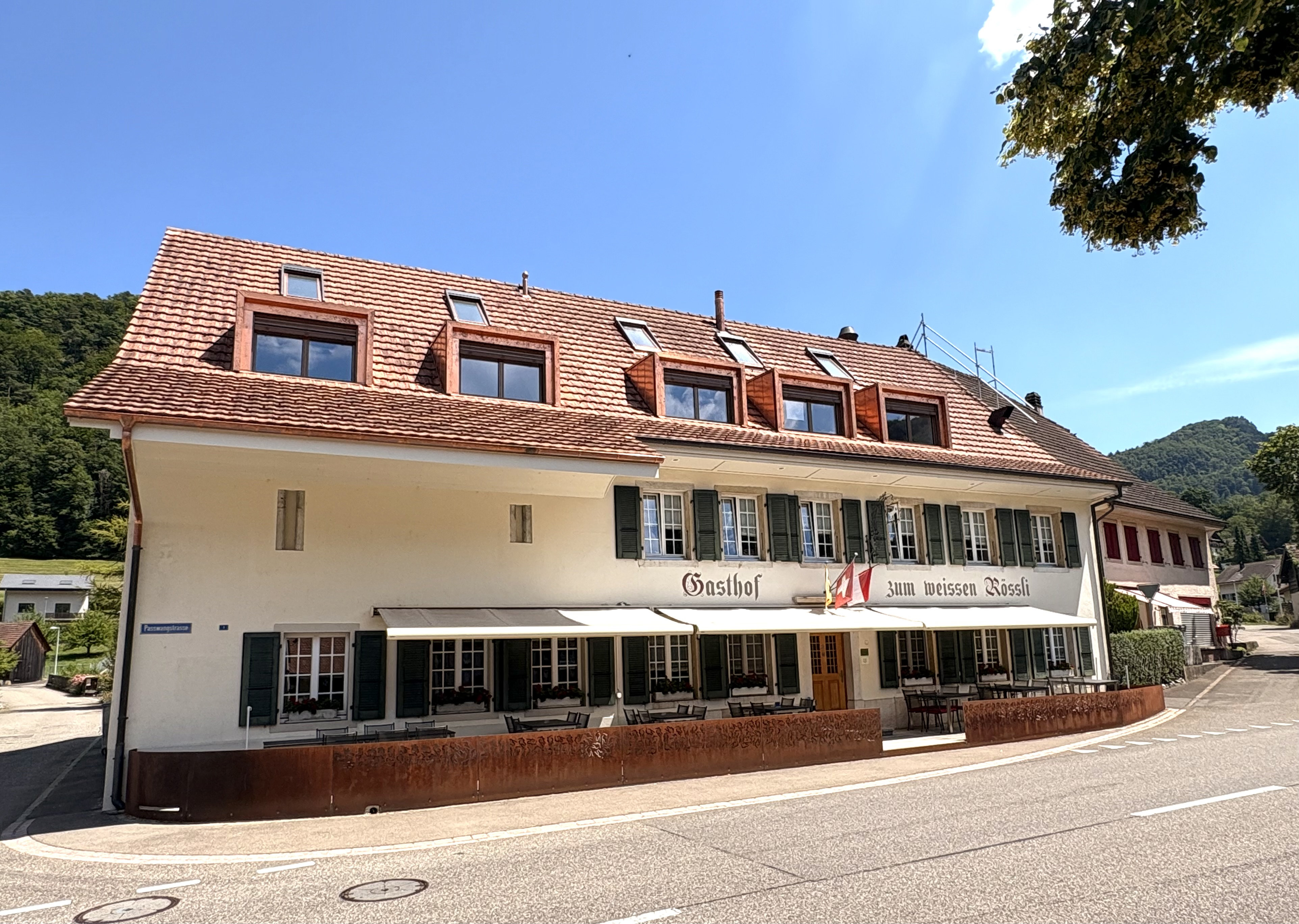
«Weisses Rössli»

## Wappen
Blasonierung
In Gelb über schwarzem, schräglinks (aufwärts) gestelltem Pickel gekreuzter schwarzer, schrägrechter Schmiedehammer
Das Wappen spielt auf den ehemaligen Erzabbau in der Gemeinde an.

## Persönlichkeiten
- Rudolf von Arx (1851–1938), Lehrer, Jurist und Politiker